# Dilane Bakwa
Dilane Bakwa, né le 26 août 2002 à Créteil (Val-de-Marne), est un footballeur franco-congolais qui évolue au poste d'ailier gauche au RC Strasbourg.

## Biographie

### En club

#### Girondins de Bordeaux
Né à Créteil en France, Dilane Bakwa est formé par les Girondins de Bordeaux. En mai 2019 il signe son premier contrat professionnel avec les Girondins.
Il joue son premier match en professionnel le 27 septembre 2020, son entraîneur Jean-Louis Gasset lui donne sa chance lors d'une rencontre de Ligue 1 face à l'OGC Nice. Il entre en jeu à la place de Yacine Adli lors de ce match où les deux équipes se neutralisent (0-0 score final).
Le 27 janvier 2022, Bakwa prolonge avec Bordeaux, il signe un nouveau contrat courant jusqu'en juin 2025.
Après une saison 2021-2022 marquée par la relégations des Girondins, vingtième à l'issue de l'exercice, Bakwa découvre la Ligue 2 avec Bordeaux lors de la saison 2022-2023. Il y inscrit son premier but en professionnel, le 6 août 2022 contre le Rodez AF lors de la deuxième journée (0-3 pour Bordeaux score final) et s'impose comme l'une des principales armes offensives de son équipe.

#### RC Strasbourg
Le 8 août 2023, Dilane Bakwa s'engage en faveur du RC Strasbourg en paraphant un contrat de quatre ans, soit jusqu'en juin 2027,,.
Le 17 décembre 2023, Bakwa inscrit son premier but pour Strasbourg, lors d'une rencontre de championnat face au FC Lorient. Titulaire, il ouvre le score et participe à la victoire de son équipe par deux buts à un.

### En sélection
Dilane Bakwa représente la France dans les sélections de jeunes. Pour son premier match avec les moins de 17 ans, le 25 septembre 2018 contre l'Espagne, il se fait remarquer en inscrivant son premier but, et participe à la victoire française (1-2). En mai 2019, il est retenu avec cette sélection afin de participer au championnat d'Europe des moins de 17 ans 2019 qui se déroule en Irlande. Lors de cette compétition, il joue cinq matchs pour une seule titularisation. La France s'incline en demi-finale face à l'Italie (1-2 score final).
Initialement convoqué par Gérald Baticle pour disputer le Championnat d'Europe espoirs 2025, Dilane Bakwa est contraint de déclarer forfait en raison d'une blessure aux adducteurs, le 27 mai 2025. 

## Statistiques
| Saison                | Club                  | Championnat           | Championnat | Championnat | Championnat | Coupe(s) nationale(s) | Coupe(s) nationale(s) | Coupe(s) nationale(s) | Total | Total | Total |
| Saison                | Club                  | Division              | M.          | B.          | P.d.        | M.                    | B.                    | P.d.                  | M.    | B.    | P.d.  |
| 2020-2021             | Girondins de Bordeaux | Ligue 1               | 7           | 0           | 0           | 1                     | 0                     | 0                     | 8     | 0     | 0     |
| 2021-2022             | Girondins de Bordeaux | Ligue 1               | 5           | 0           | 0           | -                     | -                     | -                     | 5     | 0     | 0     |
| 2022-2023             | Girondins de Bordeaux | Ligue 2               | 36          | 5           | 7           | 3                     | 0                     | 0                     | 39    | 5     | 7     |
| Sous-total            | Sous-total            | Sous-total            | 48          | 5           | 7           | 4                     | 0                     | 0                     | 52    | 5     | 7     |
| 2023-2024             | RC Strasbourg         | Ligue 1               | 31          | 3           | 6           | 4                     | 2                     | 0                     | 35    | 5     | 6     |
| 2024-2025             | RC Strasbourg         | Ligue 1               | 30          | 6           | 9           | 1                     | 0                     | 0                     | 31    | 6     | 9     |
| Sous-total            | Sous-total            | Sous-total            | 61          | 9           | 15          | 5                     | 2                     | 0                     | 66    | 11    | 15    |
| Total sur la carrière | Total sur la carrière | Total sur la carrière | 109         | 14          | 22          | 9                     | 2                     | 0                     | 118   | 16    | 22    |

## Palmarès

### Distinctions individuelles
- Joueur de la saison 2023-2024 du RC Strasbourg[12].
- Nommé cinquième meilleur joueur du RC Strasbourg pour la saison 2024-2025 (voté par l'Antre du Racing), remporté par Andrey Santos.